# ボストン・バレエ
ボストン・バレエ (英語: Boston Ballet) は、アメリカ合衆国マサチューセッツ州ボストンで活動するプロのクラシック・バレエ・カンパニー。1963年、E・ヴァージニア・ウィリアムズおよびシドニー・レナードにより創立され、ニューイングランド初のプロのレパートリー・バレエ・カンパニーとなった。芸術監督はヴィオレット・ヴェルディ(1980年–1984年)、ブルース・マークス(1985年–1997年)、アナ・マリー・ホームズ(1997年–2000年)が務めた。北アメリカのメジャーなバレエ・カンパニーおよび世界のトップ・クラスのカンパニーの1つとなっている。2001年9月よりミッコ・ニシネンが芸術監督を務めている。ニシネンのもと、ボストン・バレエはクラシック、ネオ・クラシック、コンテンポラリー・ダンスなどの全編公演からジョージ・バランシンの傑作まで幅広い上演で世界的に認められており、コンテンポラリーの振付家による新作の初演を行なうこともある。ニシネンはカンパニーのほか、メレディス・ホッジスと共に北アメリカ最大のバレエスクールであるボストン・バレエ・スクールも率いている。

## 歴史
1979年、イタリアのナーヴィ・フェスティバルで初演し、1980年、アメリカのダンス・カンパニーとして初めて中国で公演した。1981年、ロンドンで『白鳥の湖』全編を上演した。1983年、ブロードウェイにて特別客演のルドルフ・ヌレエフと共に『ドン・キホーテ』を上演し、全米ツアー公演のほか、メキシコ、フランス、イタリアでも上演した。1986年、振付師マーク・モリスとコラボレートし、ニューヨーク州パーチェイスで行われたペプシコ・フェスティバルにて『Mort Subite 』を上演した。1987年、バレエ・カンパニーとして初めてニューヨーク・シティ・センターにて行われたBESSIEダンス・アンド・パフォーマンス賞授賞式で上演した。マーク・モリス、スーザン・マーシャル、ラルフ・リモン、イライザ・モント、ヘレン・ピケットなどのコンテンポラリーの振付師から委任された最初のメジャーなダンス・カンパニーとなっている。
1990年5月、ナタリア・ドゥジンスカヤおよびコンスタンティン・セルゲーエフは当時芸術監督補佐であったアナ・モリス・ホームズと共にキーロフ・バレエおよびボリショイ・バレエのダンサーたちと新版『白鳥の湖』を上演した。近年ではジェイムズ・クダルカの『シンデレラ』、ジョージ・バランシンの『コッペリア』、『ジュエルズ』、『夏の夜の夢』、イジー・キリアーンの『ブラック・アンド・ホワイト』アメリカ初演、ジョン・クランコの『オネーギン』、『じゃじゃ馬ならし』、『ロメオとジュリエット』がレパートリーとなった。
1990年1月、ワシントンD.C.にあるジョン・F・ケネディ・センターで上演した。1991年7月、スペインでツアー公演を行なった。2007年夏、2度目のスペイン・ツアー公演を行ない称賛を得た。近年ではグッゲンハイム美術館の『ワークス&プロセス』シリーズ、フォール・フォー・ダンス・フェスティバルでのニューヨーク・シティ・センターおよびオレンジ・カウンティ・パフォーミング・アーツ・センターでの公演、2008年春のケネディ・センターの『バレエ・アクロス・アメリカ』のほか、スポレート・フェスティバルUSAに度々出演している。2008年夏、韓国にてツアー公演し、韓国初のジョージ・バランシン、トワイラ・サープ、クリストファー・ウィールドン作品の上演となった。
2009年秋、ボストン・シアター・ディストリクトにある改修直後の2,500席のボストン・オペラ・ハウスが本拠地となった。
レパートリーにはマリウス・プティパの『眠れる森の美女』、オーギュスト・ブルノンヴィルの『ラ・シルフィード』などのクラシック、ミッコ・ニシネンの『白鳥の湖』、ジョン・クランコの『ロミオとジュリエット』などの新版、ウィリアム・フォーサイス、イジー・キリアーン、マーク・モリス、デイヴィッド・ドウソン、ヴァル・カニパロリ、クリストファー・ウィールドン、ヘレン・ピケットなどコンテンポラリーの振付家による新作などが含まれている。2005年、ジョーマ・イーロが常任振付家に就任した。以降イーロが『Plan to B 』、『Brake the Eyes 』、『春の祭典』などを振り付けている。2009年、『ニューヨーク・タイムズ』紙は「全米で最も幅広いレパートリーのカンパニーの1つ」と評した。
長年にわたり毎年『くるみ割り人形』が上演されている。35公演以上にカンパニー全員と250名以上のボストン・バレエ・スクールの生徒が出演する。
ボストン・バレエ・スクールを運営し、ボストン、ニュートン、ノーウェル、マーブルヘッドの4か所で2歳から大人までが学んでいる。ボストン・バレエ・センター・フォー・ダンス・エデュケーションは地元で教育イベントや奉仕活動などを行なっている。ボストン小児病院と提携し、サマー・ダンス・ワークショップ、サマー・ダンス・プログラム、シティダンス、テイキング・ステップス、アダプティヴ・ダンスなどを行なっており、毎年7千人以上の子供たちが参加している。
本部はサウス・エンドのクラレンドン・ストリート19番地にあり、全米でも最大かつ最も設備の整った施設の1つとなっている。グレアム・ガンドが60,000-平方フート (5,600 m2)、5階建ての施設を設計した。ニューイングランドのダンス界で重要な拠点となっている。

## 所属ダンサー
主な所属ダンサーを以下に示す。
- 倉永美沙

## ボストン・バレエ・スクール
1979年にE・ヴァージニア・ウィリアムズにより創立された。以降、小規模で地域的なダンス・スタジオから奉仕活動も行なうダンス教育機関に成長した。毎年、選ばれた生徒が『くるみ割り人形』などの公演に出演する。現在ロイヤル・バレエ団でプリンシパルを務めるサラ・ラムも当校出身で、『くるみ割り人形』の公演でクララ役を演じている。
毎年5月から8月にかけて、9歳以上のバレエ経験者がレベル分けのクラスを受けて9月に入学する。2歳から8歳の生徒は年齢別にクラス分けされる。
全ての年齢の基礎クラスはサウス・エンドにあるボストン・スタジオ、メトロウエストにあるニュートン・スタジオ、ノース・ショアにあるマーブルヘッド・スタジオで行われる。全てのスタジオが冷暖房完備で更衣室やラウンジが備えられている。
校長はマーガレット・トレイシー、支部長はタマラ・キング（メトロウエスト）、ジェシカ・クレヴァー（ノース・ショア）が務めている。

## フレンズ・オブ・ボストン・バレエ
カンパニーの舞台活動、教育、奉仕活動をサポートするメンバーシップ・プログラムである。